# Middenmeer
Middenmeer est une ville de la province de Hollande-Septentrionale aux Pays-Bas. Elle fait partie de la commune de Hollands Kroon. Elle est située à environ 18 km au nord d'Hoorn.
Le village a porté le nom de Sluis III.
La ville compte 2 805 habitants. Le district statistique a une population de 3 210 habitants.